# Haloclava capensis
Haloclava capensis är en havsanemonart som först beskrevs av Addison Emery Verrill 1865.  Haloclava capensis ingår i släktet Haloclava och familjen Haloclavidae. Inga underarter finns listade i Catalogue of Life.